# France Klopčič
France Klopčič (né le 25 octobre 1903 à L'Hôpital et mort le 28 avril 1986 à Ljubljana) est un historien, auteur, traducteur et militant politique communiste slovène.

## Biographie
France Klopčič est né dans la ville de L'Hôpital (en allemand : Spittel) en France, qui faisait alors partie de la province allemande d'Alsace-Lorraine, où son père travaillait comme mineur. En 1909, la famille s’installa dans la ville industrielle de Zagorje ob Savi. Il a fréquenté le lycée de Ljubljana. Adolescent, il est devenu membre du Parti communiste de Yougoslavie et est devenu l'un des leaders de la jeunesse communiste en Slovénie. Dans les années 1920, il travaille comme journaliste pour des journaux de gauche. Il s'est fermement opposé au centralisme yougoslave et a préconisé l'instauration d'une Yougoslavie socialiste et fédérale. En 1924, il participe à l'affrontement armé entre les unités ouvrières organisées par les communistes et les membres des miliciens nationalistes yougoslaves de l'organisation ORJUNA (en) qui se déroulèrent dans la ville industrielle de Trbovlje. Entre 1926 et 1929, il était à la tête de la section slovène du Parti communiste yougoslave. Au cours de cette période, il a été arrêté et emprisonné à deux reprises par les autorités yougoslaves.
En 1930, il émigre en Union soviétique. Au milieu des années 1930, il est accusé d'activité contre-révolutionnaire et emprisonné. Il a été libéré en 1945, mais a dû rester en Union soviétique à cause de sa désapprobation de l'Informbiro (en). En 1956, il est libéré à la demande des autorités yougoslaves.
Après son retour en Yougoslavie, il s’est installé à Ljubljana, en Slovénie, et est devenu un historien de profession, axé sur l’histoire du mouvement ouvrier en Slovénie et sur l’histoire du Parti communiste. Avec Dušan Kermavner (sl), il était l'un des plus grands historiens communistes du mouvement socialiste slovène. Il a également pris la parole pour la défense du système fédéraliste en Yougoslavie et l'autonomie des diverses républiques yougoslaves contre les pressions centralistes.
Il était également un traducteur prolifique du russe vers le slovène. Il a notamment traduit plusieurs œuvres de Lénine et de Maïakovski. En 1964, il a traduit le roman de Soljenitsyne, Une journée d'Ivan Denissovitch.
Il meurt à Ljubljana en 1986,.
Il était le frère du poète socialiste réaliste Mile Klopčič (en) et l'oncle du réalisateur Matjaž Klopčič (en).

## Œuvres
- (sl) Velika razmejitev Študija o nastanku komunistične stranke v Sloveniji aprila 1920 in o njeni dejavnosti od maja do septembra 1920, Ljubljana, Državna založba Slovenije, 1969
- (ru) Jugoslovani v oktobru : zbornik spominov udeležencev oktobrske revolucije in državljanske vojne v Rusiji (1917-1921), Ljubljana, Zavod "Borec", 1969
- (sl) Ustanovni dokumenti Zveze komunistov iz leta 1847, Ljubljani, Cankarjeva založba, 1970
- (sl) En dan Ivana Denisoviča : povesti, črtice, dokumentacija, Aleksandr Isaevič Solženicyn, traduction France Klopčič, Ljubljana, Državna založba Slovenije, 1971.
- (sl) Prvi junij 1924 v Trbovljah : stenografski zapisnik, Dušan Kermavner, France Klopčič, Ljubljana, Partizanska knjiga ; Trbovlje, Revirski muzej ljudske revolucije, 1974
- (sl) Kritično o slovenskem zgodovinopisju, Ljubljana, Državna založba Slovenije, 1977
- (sl) Desetletja preizkušenj : Spomini, Ljubljana, Državna založba Slovenije, 1980
- (de) « Austromarxismus und die nationale frage bis zum ersten Weltkrieg : mit besonderer Hinsicht auf die sûdslawischen Völker », in  L'austromarxisme : nostalgie et /ou renaissance, Michel Charzat et al., Paris, Maison des sciences de l'homme, 1982
- (sl) « O življenju in delovanju Dušana Kermavnerja med leti 1903-1929 », Zbornik Janka Pleterskega, Oto Luthar, Jurij Perovšek, Založba ZRC, 2003, p. 331-346 lire sur Google Livres